# Reemt Pyka
Reemt Pyka (* 11. Januar 1969 in Bremerhaven) ist ein ehemaliger deutscher Eishockeyspieler und -trainer. Zuletzt war er in der Saison 2018/19 Cheftrainer der Füchse Duisburg in der Eishockey-Oberliga.

## Karriere als Spieler
Pykas erste Station als Spieler im Profieishockey war der SB Rosenheim, wo er in der Saison 1987/88 in der Eishockey-Bundesliga im Kader stand und in der Saison 1988/89 Deutscher Meister wurde. Von 1987 bis 1992 absolvierte er 178 Spiele für die Oberbayern, in denen er 41 Tore und 73 Punkte erzielte. Als der SB Rosenheim seine Mannschaft im Sommer 1992 freiwillig in die 2. Liga zurückzog, wechselte Pyka zum Krefelder EV, mit dem er ebenfalls in der Bundesliga aktiv war. Für den KEV spielte er acht Saisons, von 1992 bis 2000. Er kam auf über 400 Spiele mit 85 Toren und 160 Punkten.
Innerhalb dieser Zeit nahm er mit der deutschen Nationalmannschaft an drei Eishockey-Weltmeisterschaften (1995, 1997, 1998) teil, beim World Cup of Hockey 1996 sowie den Olympischen Spielen 1998. Nachdem 2000 die Qualifikation für die Olympischen Spiele 2002 erreicht worden war, verabschiedete er sich nach insgesamt 90 Einsätzen und zwölf Toren aus der Auswahl des Deutschen Eishockey-Bundes.
Nach seiner Zeit bei den Pinguinen wechselte Pyka zur Spielzeit 2000/01 nach Augsburg. Während seiner zweiten Saison in der Fuggerstadt schloss sich der ehemalige Stürmer dem Zweitligisten EC Bad Nauheim an. Seine letzte Karrierestation als Spieler war der REV Bremerhaven in der Saison 2004/2005.

## Karriere als Trainer
In der darauffolgenden Saison 2005/06 übernahm er das Amt des Co-Trainers neben Chefcoach Igor Pawlow und sammelte erste Erfahrungen hinter der Bande. Danach zog es ihn nach Krefeld zurück, wo er in der Saison 2006/07 als Co-Trainer zuerst neben Jiří Ehrenberger, zu Beginn der Saison 2009/10 neben dem Deutsch-Kanadier Martin Jiranek tätig war und nach Jiraneks Entlassung im November 2009 Rick Adduono sowie dessen Nachfolger Franz-David Fritzmeier assistierte. Im April 2016 wurde er Co-Trainer bei den Füchsen Duisburg. In der Saison 2018/19 wurde Pyka nach mehreren Trainerwechseln in Duisburg, bei denen er immer wieder als Trainer-Ersatz dingte zuletzt zum Chef-Trainer ernannt und sollte mit Hilfe des sportlichen Leiters Lance Nethery die Füchse Duisburg führen. Zum Ende der Hauptrunde der Saison 2018/19 wurde Pyka als Trainer der Füchse freigestellt.